# Ischnolea spinipennis
Ischnolea spinipennis är en skalbaggsart som beskrevs av Stefan von Breuning 1943. Ischnolea spinipennis ingår i släktet Ischnolea och familjen långhorningar. Inga underarter finns listade i Catalogue of Life.